# كيليتشاسي
كليتشاسي (Killiechassie) هي بقعة ارض في شمال شرق ابرفيلدي بالقرب من قرية ويم ، في منطقة بيرث وكينروس في اسكتلندا، وتقع على الضفة من نهر تاي تاى وتبعد119 كيلومتر عن شمال العاصمة إدنبرة، وهي ملك لعائلة دوغلاس منذ اواخر القرن التاسع عشر، وشيِّد المنزل عام 1865، وصُنِّف برج الحمام بالقرب من المنزل على انه عالي الجودة والصناعة عام 1981، وبيع المنزل إلى المؤلفة جي كي رولينغ عام 2001.

## تاريخها
وملكية كليتشاسي موجودة منذ عقود وتاريخياً سجلت كموالية لأبرشية (لوغيريه) المسيحية، والاسم كيليتشاسي يعني «الكنسية ذات الوجه المنحدر» إشارة إلى ان الكنيسة في تل عالي، وكانت ملكية لطبقة النبلاء من اثول وثم اعطيت من أحد نبلاء اثول إلى (سكون ابي) في القرن الثاني عشر.
وكان العقار مملوكا من أعضاء عشيرة موراي في القرن السابع عشر، وهم المعروفين كنبلاء اثول لاحقاً، وبعد فترة انتقلت ملكية الأرض إلى عائلة روبرتسون من قبيلة سترون وانتقلت الملكية بعد ذلك إلى القسيس روبرت ستيوارت والذي بدوره تبرع بماله لبناء كنسية صغيرة هناك، ودُفن فيها عام 1729 ولحقته زوجته آن بعد عام واحد، وعُرف ا بوني برينس تشارلي انه بنى معسكره تحت إحدى الاشجار فيها اثناء تراجعه من معركة تمرد اليعاقبة عام 1746 كما تقول الاساطير، ومن الخرافات ايضاً ان البحيرة الصغيرة في المنطقة المجاورة تسكنها «الروح المائية» السلتيه.
وتوثقت الملكية للسيدة فليمنج عام 1850 وكان الدليل على ذلك قصيدة الشاعر  ديفيد ميلار حين قال في وصفها "على عكس أبرفيلدي، مكان جميل، ولكن بالإمكان تزيينه أكثر"، وانتقلت ملكية المنطقة في اواخر القرن التاسع عشر لعائلة دوغلاس، وثم إلى إدوارد أوكتافيوس دوغلاس ابن اخ” المركيز" (النبيل) السابع لكوينزبري عام 1871، وهانا شارلوت دوجلاس في عام 1892،   وظهر المنزل بحلة جديدة عام 1865 حيث اُدرجت منطقة كليتشاسي  في دليل السجلات للأراضي الاسكتلندية عام 1956، وفقاً للمؤلف اد لوريتا كامبرلي.
وفي 26 ديسمبر عام 2001 كان زواج الكاتبة البريطانيةجي كي رولينج من نيل موراي، واقيم الحفل في المكتبة في كليشاسي  ، وقد اشترت الملكية قبل الزواج بشهر كملجأ لها عن اضواء الصحافة والاعلام، وبلغت تكلفته 500الف جنيه إسترليني.

## الإعمار

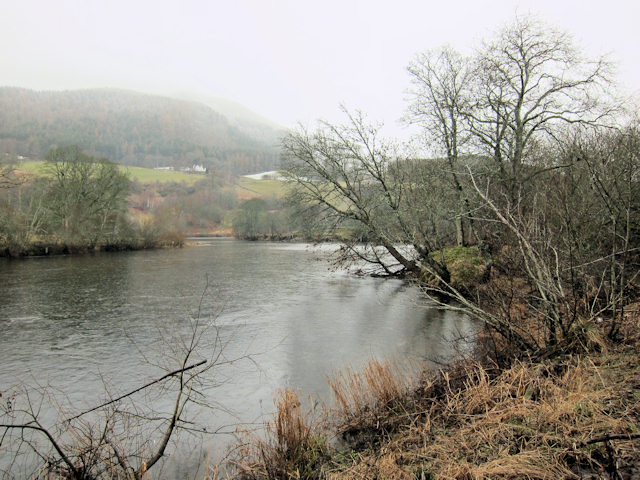
عقار كليتشاسي على ضفاف نهر تاي

وبُني المنزل الحالي عام 1865، لازال موجوداً على الرغم من انه بُني على بقايا البناية السابقة الا انه لازال صامداً بسبب جودته وصناعته العاليتين، ولها «واجهة قوطية متناظرة مع برج مركزي وسقف هرمي»، مع جملون سطحه متعرج.  ، وتصنف الملكية على انها جورجية،(وسميت بذلك الاسم لانها بنيت في عهد تعاقب الملوك الاربعة من جورج الأول إلى الرابع)  ، وتشير مجلة «حياة الوطن» البريطانية ان المبنى لايزال يحتفظ بمظهره الجورجي، الجورجي على الرغم من كثرة التعديلات عليه في السابق، ويمتاز بأبواب زجاجية مزدوجة ، وأبواب "جورجية" ووملصقات جدران حجرية.
واما التصميم الداخلي للمنزل فهناك صالتين كبيرتين، وغرفة رسم وغرفة طعام وغرفة صباح وسبع غرف نوم مع ملحق من غرفتي نوم في الجناح الغربي  ، والمسبح مغطى بقبة نحاسيه، ومنذ ان انتقلت الملكية لرولينج عززت الأمن في الملكية بما في ذلك نظام امني الكتروني حديث وبوابات قوية طويلة بارتفاع 1.8متر، وكاميرات مراقبة بانظمة مميزة، وحراس امن متيقظين طوال اليوم.
وابرفليدي تحتوي على عدد من المصانع والممتلكات غير كليتشاسي فمثلاً مصنع تقطير ابرفيلدي التابع لمجموعة ديوار وتوجد مدرسة كذلك وقلعة مينزيس وجسر واد القاطع عبر نهر تاي والمؤدي للمناطق المجاورة.